# Najeneun deopgo bameneun chupgo
Najeneun deopgo bameneun chupgo (kor. 낮에는 덥고 밤에는 춥고, internationaler Titel Hot in Day, Cold at Night) ist ein südkoreanischer Film von Park Song-yeol. Der Film hatte seine Premiere am 10. Oktober 2021 beim Busan International Film Festival und wurde 2022 in die Sektion „Forum“ der 72. Berlinale eingeladen. Die beiden Hauptdarsteller des Films, Park Song-yeol und Won Hyang-ra, übernahmen bei diesem Film sämtliche Funktionen im Sinne eines Autorenfilms.

## Handlung
Young-tae und Jeong-hee sind beide arbeitslos und versuchen erfolglos, an Jobs zu kommen. Stets vermittelt über Kontakte können sie jedoch nirgends Fuß fassen und kommen in finanzielle Schwierigkeiten. In der Not leiht Young-tae seinem Freund Mien-su seine Kamera gegen einen Obolus. Statt die Kamera zurückzugeben, vertröstet dieser Young-tae allerdings immer wieder und muss schließlich eingestehen, die Kamera aus der Not heraus verkauft zu haben. Young-tae erwirkt, dass Mien-su ihm 3.000 US-Dollar gibt, was jedoch den Wert der Kamera übersteigt. Schließlich bekommt Young-tae ein schlechtes Gewissen und zahlt Mien-su 1.000 US-Dollar zurück.
Beim Geburtstag ihrer Mutter ist es Jeong-hee sehr unangenehm, als einzige der Gäste kein Geldgeschenk machen zu können. Jeong-hee hlässt sich daher über eine Empfehlung einen privaten Kredit geben, den sie jedoch nicht begleichen kann. Bei ihrer Mutter kommt es zur Aussprache, woraufhin diese das Darlehen begleicht. Über die sozialen Medien erfährt Young-tae, dass Mien-su sich ein neues Auto gekauft hat. Ungläubig sucht er nachts dessen Wohnhaus auf und überzeugt sich selbst davon.

## Produktion
Die Thematik der Arbeitslosigkeit ist stark durch die Pandemie beeinflusst und betrifft gleichermaßen die Situation der Filmschaffenden. Generell versuchen Song-yeol und Hyang-ra außerhalb des bewährten Filmsystems zu arbeiten, ihre erste Zusammenarbeit in diesem Sinne war Can We Just Love (2018). Da sich die Umgebung für das Filmemachen und ihr Leben seitdem nicht verändert haben, beschlossen sie, auch Hot in Day, Cold at Night auf diese Weise umzusetzen. Um den Aufwand so gering wie möglich zu halten, sollte sich die Geschichte möglichst nah an ihrem eigenen Alltag orientieren.
Dadurch, dass die Filmcrew größtenteils aus Song-yeol und den Darstellern bestand, ergaben sich zwar logistische Hindernisse, jedoch auch künstlerische Freiheiten. Song-yeol war es wichtig, dass die Kamera feststehend ist und die Darsteller sich frei entfalten können. Somit entstehe für den Film ein eigener Rhythmus. Die Dreharbeiten dauerten ca. 3 bis 4 Monate.

## Rezeption
In der Beschreibung der Berlinale heißt es, der Film folge seinen Figuren mit „sicherem Gespür für die Kleinigkeiten des Alltags“ und erzähle „so zärtlich wie eindringlich und mit trockenem, nahezu absurdem Humor von einem Paar in finanziellen Schwierigkeiten“. Mit „dem Thema angemessen bescheidenen Mitteln“ fange er Film „sehr genau ein, was es bedeutet, von der Hand in den Mund zu leben“.
In der Kritik auf moviebreak.de schreibt Lida Bach, „minimales Mienenspiel und kleine Gesten vermittel[n] die permanente innere Anspannung, die an der Partnerschaft genauso zehrt wie erzwungene Untätigkeit und Langweile“. In „lakonischen Szenen zwischen Hyperrealismus und surrealer Symbolik“ fange Song-yeol „die Resignation, Scham und Ausweglosigkeit unaufhaltsamer Verarmung ein“.

## Auszeichnungen und Nominierungen
- 2021: Busan International Film Festival
  - Auszeichnung mit dem Critic b Award
  - Auszeichnung mit dem KBS Independent Film Award
- 2021: Seoul Independent Film Festival
  - Best Prize[1]
- 2022: Internationale Filmfestspiele Berlin
  - Nominierung für den Caligari-Filmpreis (mit 4.000 Euro dotiert)[4]